# ویلیام فاورشام
ویلیام فاورشام (انگلیسی: William Faversham; ۱۲ فوریهٔ ۱۸۶۸ – ۷ آوریل ۱۹۴۰) هنرپیشه اهل انگلستان بود.
از فیلم‌ها یا برنامه‌های تلویزیونی که وی در آن نقش داشته‌است می‌توان به بکی شارپ اشاره کرد.